# スパイ教室
『スパイ教室』（スパイきょうしつ、英題：SPY ROOM）は、竹町による日本のライトノベル。イラストはトマリ。ファンタジア文庫（KADOKAWA）より2020年1月から刊行されている。第32回ファンタジア大賞大賞受賞作。2023年11月時点で電子版を含めた全世界関連シリーズの累計部数は135万部を突破している。
メディアミックスとして、せうかなめ（1・3・4部）とべにしゃけ（2部）によるコミカライズが2020年5月より連載。テレビアニメの1st seasonが2023年1月から3月まで、2nd seasonが同年7月から9月まで放送。舞台が2024年1月に上演された。

## あらすじ
歴史上最大規模とされる世界大戦の終結後、世界各国で講和条約が結ばれ平和を信条とした国際機関が設立された。多くの死傷者を出した現実を目の当たりにした世界中の国々が「戦争はコスパが悪い」と認識を改め、終戦から10年後の現代では剣や弓を用いた光の戦争ではなくスパイたちの情報戦が重視されるようになり、影の戦争が繰り広げられていた。
本編1巻
ディン共和国のスパイクラウスは、不可能任務を専門とするスパイチーム「灯」を創設する。しかし選出されたメンバーは養成学校で落ちこぼれとみなされた少女ばかりで、ボスであるクラウスも凄腕のスパイでありながら技術指導が致命的に下手だった。少女たちが危機感を抱く中、銀髪の少女リリィは自分たちの安全を保証させるべく単身でクラウスに脅迫を試みる。事前に見破られていたためにリリィの計画は失敗するが、襲撃を受けたクラウスは授業方法を思いつき、後日少女たちに「僕を倒せ」という実戦形式の訓練を課す。
少女たちが陽炎パレスに招集されてから約4週間後、クラウスは「灯」が挑む不可能任務はガルガド帝国に盗まれた生物兵器のサンプルの奪還であることを説明し、ディン共和国最強とされるスパイチーム「焔」が過去にその任務に臨み壊滅したこと、自身が別任務に当たっていた「焔」の生き残りであることを明かす。1週間後、ガルガド帝国に入国した「灯」は、情報収集を経てサンプルが保管されているエンディ研究所に潜入する。クラウスが研究所の東から潜入する一方で、西から潜入した少女たちは「焔」の元メンバーにしてクラウスの師匠ギードと遭遇し、死んだとされていた彼が帝国に寝返り「焔」を裏切っていたことを知る。ギードとの圧倒的な力量差で7人の少女たちは次々に戦闘不能に追い込まれるが、事前に練っていた作戦により辛くもギードを退ける。任務を成功させ帰国した後、クラウスは臨時チームである「灯」を一度は解散させるが、対外情報室室長Cからの命令と少女たちからの懇願で、「焔」を壊滅させた謎のスパイチーム「蛇」の捜査を当面の目的として「灯」を正式なチームとして存続させる。
本編2巻
「灯」が正式なチームとして発足して少し経った頃、クラウスは国内に潜伏した暗殺者「屍」の排除という新たな不可能任務に少女たちを参加させるよう命じられる。生物兵器奪還任務以降、疲労を溜めながらも少女たちを案じて一人で複数の任務をこなしていたクラウスだったが、赤髪の少女グレーテの頭脳と変装技能を信頼し、選抜した4人の少女を連れて任務に挑むことに決める。後日クラウスはグレーテとリリィ、白髪の少女ジビアと茶髪の少女サラを指名し、今回の任務が「屍」の次のターゲット候補となった上院議員ウーヴェ=アッペルの身辺調査であることを説明する。特別優秀でもない自分たちが選抜されたことに当初は戸惑うが、リリィとジビア、グレーテはメイドとして屋敷に潜伏し、サラはクラウスと屋敷外からの支援に従事する。
ジビアの活躍によってウーヴェを懐柔し諜報活動を続けるなか、グレーテは潜伏した暗殺者を炙り出すために暗殺者を装い屋敷を2度に渡って襲撃し、メイド長のオリヴィアが「屍」の協力者であることを見抜く。事前に任務の全容を知っていたグレーテは、任務中に姿を見せたクラウスは暗殺者を牽制するための自身の変装であり本物は他の4人の少女を連れて「屍」の排除に向かったこと、自分たち4人は連携能力の高さを見込まれクラウス不在の状況下における「屍」の弟子の討伐を任されたことを他の3人に明かした上で改めて作戦を立案。グレーテたちは逃走を図ったオリヴィアの捕縛に成功する。
本編3巻
「屍」の暗殺任務達成後、クラウスに選抜された黒髪の少女ティアと蒼銀髪の少女モニカ、灰桃髪で記憶喪失の少女アネット、そして金髪の少女エルナは共和国南端の歓楽地で休暇を満喫していた。そんな4人の前に、アネットの母親を名乗る女性マティルダが現れる。再会を喜ぶ一方でマティルダが盗難被害に遭っていたことを知った4人は、旅行客を狙った犯罪者集団からマティルダの仕事道具を奪還するが、モニカはマティルダがガルガド帝国のスパイであることを突き止める。アネットを案じたティアは、マティルダの身柄を陸軍に引き渡そうとするモニカを説得し、マティルダに逃亡の援助を申し出る。
一方、ティアたちの失踪を受けたクラウスはリリィを連れて捜索に向かい、潜伏した帝国のスパイを捕縛すべく陸軍が歓楽地に包囲網を敷いたことを知る。ティアたちの動向を察したクラウスは帝国側の救援の可能性を警戒する中で、帝国のスパイにして「蛇」の一員であるスナイパー「白蜘蛛」と遭遇し、取り逃がしながらも「蛇」の情報を掴むことに成功する。歓楽地の港では、モニカが陽動となって陸軍と交戦している隙に他の3人が目的のコンテナ船でマティルダを密航させる。ティアはマティルダの残忍な本性に勘付きながらも手玉に取られ逃亡を許してしまうが、すでにマティルダの本性を見抜いていたアネットは、自分たちが取り返した仕事道具で殺人を犯したマティルダを陸軍に引き渡せば「灯」のスキャンダルになることを懸念し、マティルダを謀殺する。
本編4巻
再び全員が集まった「灯」は、捕縛した「屍」から「蛇」のメンバーの1人紫蟻がムザイア合衆国の都市ミータリオに潜伏していることを突き止める。任務に向けてほかの少女たちが士気を高めている一方で、前線に立つクラウスに代わりチームの指揮を取ることになったティアは、先の任務で自信を喪失していた。ミータリオに潜入した「灯」は、紫蟻の差し向けた《働き蟻》によって追い詰められるが、ティアが仲間からもたらされた情報により、憧れだった「焔」のボス紅炉の遺志を知って自信を取り戻し、任務に同行させていた屍ことローランドを交渉によって味方につけたことで窮地を脱する。クラウスは《働き蟻》の精鋭である将軍蟻との戦いに勝利し、紫蟻を拘束する。
本編5巻
ミータリオでの任務から3か月後。「灯」の前に、ディン共和国の養成学校の成績上位者6名で構成されたスパイチーム「鳳」が現れる。ボスが不在のまま活動していた「鳳」の目的は、クラウスを新しいボスに据えることだった。「灯」の少女たちはクラウスをかけて勝負することになり、またスパイとしての飛躍のために、それぞれの特技を活かすことのできる詐術を模索し始める。勝負は結果的に「灯」が敗北したが、考えを改めた「鳳」がクラウスの異動を取り消し、「鳳」のリーダー格であるヴィンドが正式にボスに就任する。

## 登場人物
声の項は、PV、購入特典ボイスドラマ、テレビアニメの声優。演の項は舞台の俳優。

### 灯
クラウス
声 - 梅原裕一郎 / 演 - 蓮城まこと
本作の主人公。「灯」のボス。「世界最強」を自称するスパイで、容姿の整った長髪の男。コードネームは燎火（）。20歳だが実年齢より大人びて見られることが多い。口癖は「極上だ」。
かつては貧困街で生活する孤児だったが、ギードに拾われて「焔」の一員となりスパイとしての技術を身につけていった。すべてを「なんとなく」と感覚的にこなしてしまうため、卓越した技能を持つ一方で指導は苦手としている。
キャラクターのコンセプトは「授業ができない教師」。
『このライトノベルがすごい！2021』の男性キャラクター部門では第35位、『このライトノベルがすごい！2022』の男性キャラクター部門では第16位になった。
リリィ
声 - 雨宮天 / 演 - 横山結衣
世間知らずな銀髪の少女。17歳。コードネームは花園（）。クラウスからの指名でチームのリーダーとなる。
ドジでスパイとしての適性に欠けるが、一方で何事にもめげない強いメンタルを持ち、また毒物調合に長けており彼女自身も毒物に耐性のある特異体質の持ち主。出身はディン共和国の僻地だが、12年前のガルガド帝国による毒ガス実験で村は壊滅し、軍人に保護されたのちにスパイの養成機関に入った。豊満なバストが特徴だが、色仕掛けを苦手としている。
真面目なクラウスに対して、実力では難しくてもメンタルでは張り合えるキャラクターというコンセプトで設定された。竹町は、キャラクターの設定においてはリリィが一番苦労したため、思い入れが強いキャラクターでもあると話している。
グレーテ
声 - 伊藤美来 / 演 - 朝倉ふゆな
静淑な赤髪の少女。18歳。コードネームは愛娘（）。容姿だけでなく仕草や声も完璧に模倣できる変装のスペシャリストにして、短時間で作戦を立案できるほど明晰な頭脳の持ち主。ただし過去に父兄から受けた仕打ちが原因で男性恐怖症のため、養成学校での潜入や交渉の試験では長所を活かせず落第寸前だった。
普段はマスクで隠しているが顔には生まれつきの大きな痣があり、作中では「悪魔のような恐ろしい見た目」などと形容される。その外見ゆえに政治家の父や兄からは嫌忌され社交界に馴染めず、捨てられるようにスパイの養成機関に入所する。偶然素顔を見て彼女の生い立ちと奮励を察したクラウスから「美しい」と褒められて以降、彼に好意を抱いている。
ジビア
声 - 東山奈央 / 演 - 星波
凜然とした白髪の少女。17歳。コードネームは百鬼（）。右目の下に泣きぼくろがある。
不良気質でガサツだが正義感が強い。元々はギャングの頭首の長女だったが妹や弟を守るために警察に密告し、父親の逮捕後は妹弟を引き取った孤児院に金を寄付すべくスパイとなる。身体能力が高く戦闘技能に優れており、また不本意ながらも父親から受け継いだ窃盗の技能を持つ。
モニカ
声 - 悠木碧 / 演 - 星守紗凪
不遜な蒼銀髪の少女。16歳。コードネームは氷刃（）。右目が前髪で隠れている。一人称は「ボク」。
スパイとしての技能はトップクラスだが皮肉屋で協調性を欠いており、「養成機関ではわざと手を抜いていた」と主張する。特技は並外れた演算技術と精密動作による盗撮だが、仲間達には秘匿している。モニカの心を読んだティアによると「灯」の誰かに一途な恋心を抱いており、マティルダの一件ではその人物のためにチームを維持すべく努めていた。
ティア
声 - 上坂すみれ / 演 - 石井陽菜
優艶な黒髪の少女。18歳。コードネームは夢語（）。年長者として少女たちの中では実質的なまとめ役を担うが、その反面精神的に脆い一面を持つ。
大手新聞社の社長令嬢として生まれ、過去に帝国のスパイに誘拐・監禁されていたところを「紅炉」に救われて以来、彼女に憧れてスパイを目指すようになった。またこの時、性的虐待を受けたショックで記憶障害と失語症を患っていたが、紅炉の口調を模倣することで声を取り戻した。3秒間目を合わせることで相手の願望を読む特技を持つ交渉のスペシャリスト。また扇情的なプロポーションの持ち主で色仕掛けも得意とするが、その技術を磨く過程での行き過ぎた素行が原因で、養成学校では成績を落とされた。
サラ
声 - 佐倉綾音 / 演 - 高岡薫
気弱な茶髪の少女。15歳。コードネームは草原（）。つばの両付け根に金ボタンがある学帽のような帽子を被り、語尾に「っす」とつける喋り方をする。
レストランのシェフの娘。スパイ歴が浅く自己評価は低いが、気配りのできる常識人。動物との意思疎通が可能で、任務では動物たちの力を借りて後方支援に努める。
本作を改稿する前のファンタジア大賞受賞作に登場したキャラクターが、サラの原型となっている。
アネット
声 - 楠木ともり / 演 - 北澤早紀
純真な灰桃髪の少女。記憶喪失かつ出自不明で、書類上の年齢は14歳。コードネームは忘我（）。左目に黒い眼帯、一人称は「俺様」。
武器や爆弾などの工作が得意で、共和国の技術を超えた道具を作ることもできる。その反面イタズラ好きで突飛な行動に出ることが多く、思考を読むことは困難とされる。
その実態は、好奇心や怒りなど衝動のままに行動し、必要とあらば残忍な手段も辞さない自己中心主義者。生まれて間もなく駅のゴミ箱に捨てられていたところをマティルダ（声 - 斎藤千和）に拾われるが、次第にアネットを気味悪がるようになったマティルダからの虐待で記憶を失くし捨てられ、彼女から受け継いだ技術を買われて養成機関にスカウトされた過去を持つ。クラウスからは他の少女に欠けている冷酷さを評価され、「灯」の最終兵器としての役割を与えられる。
エルナ
声 - 水瀬いのり / 演 - 佐倉初
淡然とした金髪の少女。14歳。コードネームは愚人（）。語尾に「……の」を付ける話し方をする。
生まれは貴族の上流階級だが幼いころに火事で両親を亡くし、自分だけが生き残ってしまったことへの罪悪感から無意識に罰を求めるようになり、自身に不幸を引き寄せる特殊な体質となる。日常的に不幸に見舞われる一方で自身は嗅覚で災難を察知できるため、任務では周囲の人間も災難に巻き込んで撹乱していく。
本編1巻の内容の都合により、当初はPVや特設ページなどの本作の宣伝においてエルナは非公開となっていた。

### 鳳
ヴィンド
コードネームは飛禽（）。試験の順位は1位。
ビックス
コードネームは翔破（）。試験の順位は2位。
ラン
コードネームは浮雲（）。試験の順位は3位。
キュール
コードネームは鼓翼（）。試験の順位は4位。
ファルマ
コードネームは羽琴（）。試験の順位は5位。
クノー
コードネームは凱風（）。試験の順位は6位。
アーディ
故人。民間人の子供を庇い、銃弾に打たれ死亡した。前「鳳」のボス。コードネームは円空（）。

### その他の人物
C
声 - 小形満
ディン共和国内閣府対外情報室室長で、クラウスから「室長」と呼ばれるロマンスグレーの男。
ギード
声 - 三木眞一郎 / 演 - 高田淳
「焔」の元メンバーで、クラウスの師匠だった男。コードネームは炬光（）。クラウスを凌駕する戦闘技術の持ち主で、クラウスはギードに訓練で一度も勝ったことがなかった。
「焔」壊滅時に死亡したと思われていたが、実際はガルガド帝国に寝返っていた。帝国でのコードネームは蒼蝿（）。エンディ研究所で「灯」に敗北した後、「白蜘蛛」の銃撃からクラウスをかばい死亡する。
フェロニカ
声 - 川澄綾子
先代「焔」のボスを務めた紅髪の女性。コードネームは紅炉（）。物語開始時点で故人。
オリヴィア・フィッシャー
声 - 日笠陽子
ウーヴェの屋敷のメイド長。
屍
声 - 岡本信彦
青白い顔色で目が落ちくぼんで痩せた陰気な男性。
ウーヴェ＝アッペル
声 - 大塚芳忠
厚生労働省の副大臣を勤めている政治家。
ウェルタ
声 - 古川慎
ディン共和国の軍人。
白蜘蛛
声 - 下野紘
帝国のスパイ。狙撃の達人。
マティルダ
声 - 斎藤千和
帝国のスパイ。アネットの母親。表向きは生き別れの娘と再会したことに喜びを感じていたが、実際は血の繋がりがなく愛情もない。ゴミ箱に捨てられていたアネットを発見し、スパイ活動に利用しようと娘として置くことにした。幼少のアネットを殴りつけ、記憶を失わせて捨ててしまう。ティアたちによって貨物船のコンテナに忍び込み逃亡を謀るが、すでにアネットには本性がバレていた。良い母親のふりをして、爆弾を仕掛けた自分の工具箱をアネットに譲るが、逆にアネットに利用され自ら爆弾を起動しコンテナごと爆死する。
紫蟻
声 - 子安武人
「蛇」のメンバー。

## 用語
不可能任務
プロのスパイですら失敗した、成功率1割未満にして死亡率9割とされる難易度の高い任務。
灯（）
クラウスが不可能任務に挑むために、養成機関から集めた落ちこぼれの少女たちとともに結成したスパイチーム。クラウスをボスとし、情報を集めるグレーテとティアの情報班、情報をもとに任務達成と直接関係する行動に出るリリィ、ジビア、モニカの実行班、後方支援を担当するエルナ、サラ、アネットの特殊班からなる。
鳳（）
「焔」壊滅直後行われた、スパイ養成学校の卒業試験上位者6名から編成された新しいスパイチーム。

## 作風
物語には大まかな区切りがあり、第4巻までがファーストシーズンと位置づけられている。その構成については、1巻で「灯」の少女8人を登場させ、2・3巻でそれぞれ4人ずつキャラクターの掘り下げを行い、4巻で再び結集させて任務に挑み一段落つけることは当初から決めていたという。また4巻で主役となる少女は、シリーズを執筆する中でエルナが候補に挙がったが、最終的にはもともと想定していたティアとなった。
竹町は本作の主人公について、クラウスがシリーズを通しての主人公、リリィがサブ主人公で、ダブル主人公と呼称するほど均衡ではなく、ややクラウスに寄せていると述べている。

## 制作背景
ファンタジア大賞応募時のタイトルは「スパイは甘く誘惑される。学校全員の美少女から」。作品内容は、男子スパイ養成学校の優等生だったが諸事情により落第の危機に瀕した主人公が、退学を回避する条件として、渡されたポイントをスパイ少女たちに奪われないように女スパイ養成学校で1か月間過ごすというもので、『スパイ教室』はそれを全面改稿したものである。
竹町は、受賞作は「傑作」と自称したもう一つの作品と並行して「実験的に書き上げた作品」だったと述べている。また受賞時、作品に納得できない部分も多々あったため、書籍化に当たっての全面改稿に救われたとも話している。
本作の題材をスパイにしたのは、『ジョーカー・ゲーム』や『プリンセス・プリンシパル』がきっかけとなり、竹町自身がミステリ好きであることやスパイとミステリ要素の親和性に着目した結果なのだという。

## 評価
第32回ファンタジア大賞にて大賞を受賞した。同賞で審査員を務めた葵せきな、石踏一榮、橘公司は本作を以下のように評している。
2020年1月に刊行された『スパイ教室01 《花園》のリリィ』は「ラノベニュースオンラインアワード」にて、新作総合部門および新作部門の2冠を達成した。ライターの前島賢からは「ライトノベルらしいキャラクターの魅力とスパイものならではのサスペンスが合わさって独自の魅力を生んでいる」と評された。2020年7月31日時点でシリーズ累計は10万部を突破し、2020年上半期ライトノベル新人賞新作売上げ第1位を記録した。2023年2月時点で電子版を含めたシリーズ累計発行部数は100万部を突破している。『このライトノベルがすごい！2021』では、本作が文庫部門と新作部門でともに第2位になった。『このライトノベルがすごい！2022』では文庫部門で第13位になった。『このライトノベルがすごい！2023』では文庫部門で第8位になった。

## 既刊一覧

### 小説
| 巻      | タイトル                                 | 初版第一刷発行日 | 発売日         | ISBN                                          |
| ------- | ---------------------------------------- | ---------------- | -------------- | --------------------------------------------- |
| 1       | スパイ教室01 《花園》のリリィ            | 2020年1月20日    | 2020年1月18日  | 978-4-04-073480-4                             |
| 2       | スパイ教室02 《愛娘》のグレーテ          | 2020年4月20日    | 2020年4月17日  | 978-4-04-073636-5                             |
| 3       | スパイ教室03 《忘我》のアネット          | 2020年8月20日    | 同左           | 978-4-04-073740-9                             |
| 4       | スパイ教室04 《夢語》のティア            | 2020年12月20日   | 2020年12月19日 | 978-4-04-073741-6 978-4-04-073938-0（特装版） |
| 短編集1 | スパイ教室 短編集01 花嫁ロワイヤル       | 2021年3月20日    | 2021年3月19日  | 978-4-04-074066-9                             |
| 5       | スパイ教室05 《愚人》のエルナ            | 2021年5月20日    | 同左           | 978-4-04-073742-3                             |
| 6       | スパイ教室06 《百鬼》のジビア            | 2021年9月20日    | 2021年9月18日  | 978-4-04-074253-3                             |
| 短編集2 | スパイ教室 短編集02 私を愛したスパイ先生 | 2021年12月20日   | 2021年12月18日 | 978-4-04-074358-5                             |
| 7       | スパイ教室07 《氷刃》のモニカ            | 2022年3月20日    | 2022年3月19日  | 978-4-04-074254-0                             |
| 8       | スパイ教室08 《草原》のサラ              | 2022年7月20日    | 同左           | 978-4-04-074607-4                             |
| 短編集3 | スパイ教室 短編集03 ハネムーン・レイカー | 2022年10月20日   | 同左           | 978-4-04-074728-6                             |
| 9       | スパイ教室09 《我楽多》のアネット        | 2023年1月20日    | 同左           | 978-4-04-074766-8                             |
| 短編集4 | スパイ教室 短編集04 NO TIME TO 退        | 2023年3月20日    | 2023年3月17日  | 978-4-04-074919-8                             |
| 10      | スパイ教室10 《高天原》のサラ            | 2023年7月20日    | 同左           | 978-4-04-075017-0                             |
| 11      | スパイ教室11 《付焼刃》のモニカ          | 2023年11月20日   | 2023年11月17日 | 978-4-04-075018-7                             |
| 短編集5 | スパイ教室 短編集05 『焔』より愛をこめて | 2024年2月20日    | 同左           | 978-4-04-075264-8                             |
| 12      | スパイ教室12 《万愚節》のエルナ          | 2024年10月20日   | 2024年10月19日 | 978-4-04-075338-6                             |
| 13      | スパイ教室13 《燎火》のクラウス          | 2025年6月20日    | 同左           | 978-4-04-075893-0                             |

ドワンゴのスマートフォンおよびPC向けのオーディオブックサービス『ドワンゴジェイピー オーディオブック』にて、ひなたたまりの朗読で、2021年8月26日から順次オーディオブック化されている。

### 関連書籍
- ファンタジア文庫編集部（企画・編集）・竹町（原作）・トマリ（イラスト） 『スパイ教室 公式メモリアルファンブック チーム『灯』――咲き誇る時間です！』 KADOKAWA、2023年3月27日発売[100]、ISBN 978-4-04-074767-5

## 関連企画
第1巻発売時には第2巻のカバーを飾るキャラクターを決める人気投票が実施され、アネットが1位になった。テレビアニメ化発表時にはリリィのフィギュア化が発表された。同時期に第2回キャラクター人気投票が実施され、1位になったモニカのフィギュア化が決定した。

## 漫画
『スパイ教室』のタイトルで、せうかなめによる原作1巻のコミカライズが『月刊コミックアライブ』（KADOKAWA） にて2020年7月号から2022年6月号まで連載された。第5話からは竹町が新たに脚本を書き下ろしたオリジナルの展開がなされた。また、『スパイ教室2部 愛娘』のタイトルでべにしゃけによる原作2巻のコミカライズが、『スパイ教室3部 忘我』のタイトルでせうかなめによる原作3巻のコミカライズが、同誌にて2022年8月号から2023年11月号まで同時連載された。『スパイ教室4部 燎火』のタイトルでせうかなめによる原作4巻をクラウスの視点から描くコミカライズが『コミックアライブ+』にて2023年12月から連載されている。2部以降の脚本も竹町が担当している。

### 既刊一覧（漫画）
- せうかなめ（漫画）・竹町（原作）・トマリ（キャラクター原案） 『スパイ教室』 KADOKAWA〈MFコミックス アライブシリーズ〉、全3巻
  1. 2020年12月23日初版発行（同日発売[111][112]）、ISBN 978-4-04-680002-2
  2. 2021年8月23日初版発行（同日発売[113]）、ISBN 978-4-04-680542-3
  3. 2022年7月20日初版発行（同日発売[114]）、ISBN 978-4-04-681523-1
- べにしゃけ（漫画）・竹町（原作）・トマリ（キャラクター原案） 『スパイ教室2部 愛娘』 KADOKAWA〈MFコミックス アライブシリーズ〉、全2巻
  1. 2023年2月21日発売[115]、ISBN 978-4-04-682136-2
  2. 2023年11月17日発売[116]、ISBN 978-4-04-682841-5
- せうかなめ（漫画）・竹町（原作）・トマリ（キャラクター原案） 『スパイ教室3部 忘我』 KADOKAWA〈MFコミックス アライブシリーズ〉、全2巻
  1. 2023年2月21日発売[117]、ISBN 978-4-04-682137-9
  2. 2023年11月17日発売[118]、ISBN 978-4-04-682842-2
- せうかなめ（漫画）・竹町（原作・脚本）・トマリ（キャラクター原案） 『スパイ教室4部 燎火』 KADOKAWA〈MFコミックス アライブ+シリーズ〉、既刊2巻（2025年3月28日現在）
  1. 2024年12月27日発売[119]、ISBN 978-4-04-811298-7
  2. 2025年3月28日発売[120]、ISBN 978-4-04-811472-1

## テレビアニメ
2022年3月に製作が発表された。1st seasonは2023年1月から3月まで放送された。2nd seasonは2023年7月から9月まで放送された。
原作者・竹町によると、アニメでは「1巻のアレ」は「原作そっくりそのまま」ではないが、「（原作に）かなり尊重をして」もらえたという。

### スタッフ
- 原作 - 竹町[13]
- 原作イラスト - トマリ[13]
- 監督 - 川口敬一郎[13]
- 助監督 - 池端隆史[9]
- シリーズ構成 - 猪爪慎一[13]
- キャラクターデザイン - 木野下澄江[13]
- サブデザイン - 枡田邦彰、市松模様[9]
- メインアニメーター - 枡田邦彰、佐藤元昭、清水慶太、穂積彩夏[9]
- プロップデザイン - 岩畑剛一、鈴木典孝[9]
- 銃器設定 - 常木志伸[9]
- 衣装デザイン - 本間理莉[9]
- 3D監督 - 小川耕平[9]
- 色彩設計 - 岩井田洋[9]
- 美術監督 - 海野よしみ[9]
- 美術設定 - 長澤順子[9]
- 美術ボード - 槻舘育子[9]
- 撮影監督 - 難波史[9]
- 編集 - 丸山流美[9]
- 音響監督 - 納谷僚介[9]
- 音楽 - 藤澤慶昌[9]
- 音楽制作 - KADOKAWA[9]
- 音楽プロデューサー - 若林豪[122]、水鳥智栄子[122]
- プロデューサー - 元長聡[122]、二宮佳代子[122]、飯塚彩[122]、外川明宏[122]、丸山創[122]
- アニメーションプロデューサー - 瀧ヶ崎誠[122]
- アニメーション制作 - feel.[13]
- 製作 - 「スパイ教室」製作委員会（KADOKAWA、エー・ティー・エックス、ムービック、BS日本）[9]

### 主題歌
1st season
「灯火」
nonocによる1st seasonオープニングテーマ。作詞はnonoc、作曲・編曲はfu_mou。
「Secret Code」
鈴木このみによる1st seasonエンディングテーマ。作詞・作曲・編曲はESME MORI。
「Fool on the secret」
エルナ（水瀬いのり）による第4話「File 《愚人》のエルナ」のエンディングテーマ。作詞・作曲・編曲はKijibato。
「DON'T」
ジビア（東山奈央）による第6話「File 《百鬼》のジビア」のエンディングテーマ。作詞は真崎エリカ、作曲・編曲は大熊淳生。
「SPARKLEscape」
サラ（佐倉綾音）による第7話「File 《草原》のサラ」のエンディングテーマ。作詞・作曲・編曲は本田正樹。
「偽りない幸福を」
グレーテ（伊藤美来）による第12話「File 《愛娘》のグレーテ」のエンディングテーマ。作詞はCocoro.、作曲・編曲は本田正樹。
2nd season
「楽園」
nonocによる2nd seasonオープニングテーマ。作詞は深川琴美、作曲・編曲はfu_mou。
「ニューサンス」
sajou no hanaによる2nd seasonエンディングテーマ。作詞・作曲は渡辺翔。編曲はsajou no hana。
「Pausing Shutter」
モニカ（悠木碧）による第17話「File 《氷刃》のモニカ」のエンディングテーマ。作詞は真崎エリカ、作曲は河合泰志、編曲は水野谷怜。
「ドレス・ハート・ルージュ」
ティア（上坂すみれ）による第18話「File 《夢語》のティア」のエンディングテーマ。作詞は真崎エリカ、作曲・編曲は本多友紀。
「Pureness×Careless」
アネット（楠木ともり）による第19話「File 《忘我》のアネット」のエンディングテーマ。作詞は・作曲・編曲はKijibato。
「花の日」
リリィ（雨宮天）による第24話「File 《花園》のリリィ」のエンディングテーマ。作詞は真崎エリカ、作曲は本多友紀、編曲は大熊淳生。

### 各話リスト
| 話数       | サブタイトル            | 脚本       | 絵コンテ                     | 演出           | 作画監督                                                                                   | 総作画監督                                                | 初放送日      |            |            |            |            |            |            |            |            |            |            |            |            |            |            |            |            |            |
| 1st season | 1st season              | 1st season | 1st season                   | 1st season     | 1st season                                                                                 | 1st season                                                | 1st season    | 1st season | 1st season | 1st season | 1st season | 1st season | 1st season | 1st season | 1st season | 1st season | 1st season | 1st season | 1st season | 1st season | 1st season | 1st season | 1st season | 1st season |
| ---------- | ----------------------- | ---------- | ---------------------------- | -------------- | ------------------------------------------------------------------------------------------ | --------------------------------------------------------- | ------------- | ---------- | ---------- | ---------- | ---------- | ---------- | ---------- | ---------- | ---------- | ---------- | ---------- | ---------- | ---------- | ---------- | ---------- | ---------- | ---------- | ---------- |
| 第1話      | MISSION 《花園》I       | 猪爪慎一   | 川口敬一郎                   | ふじいたかふみ | 瀧澤茉夕 古山瑛一朗 黒川あゆみ 谷川亮介                                                    | 枡田邦彰 佐藤元昭 木野下澄江                              | 2023年 1月5日 |            |            |            |            |            |            |            |            |            |            |            |            |            |            |            |            |            |
| 第2話      | MISSION 《花園》II      | 猪爪慎一   | 小林智樹                     | 佐々木達也     | 北村友幸 山崎正和 黒川あゆみ 丸岡功治 川島尚                                               | 佐藤元昭 枡田邦彰 世良コータ 辻上彩華 木野下澄江          | 1月12日       |            |            |            |            |            |            |            |            |            |            |            |            |            |            |            |            |            |
| 第3話      | MISSION 《花園》III     | 猪爪慎一   | むらた雅彦                   | 今井翔太       | 穂積彩夏 本間理莉 中村一朗 北村友幸 田村皐 谷川亮介 黒川あゆみ 顾银秋                      | 清水慶太 枡田邦彰 佐藤元昭 世良コータ 木野下澄江          | 1月19日       |            |            |            |            |            |            |            |            |            |            |            |            |            |            |            |            |            |
| 第4話      | File 《愚人》のエルナ   | 川口敬一郎 | 松尾衡                       | 立田眞一       | 柳川沙樹 清水慶太 黒川あゆみ 川島尚 谷川亮介                                               | 清水慶太 枡田邦彰 佐藤元昭 世良コータ                     | 1月26日       |            |            |            |            |            |            |            |            |            |            |            |            |            |            |            |            |            |
| 第5話      | File 《灯》の時間       | 猪爪慎一   | 川口敬一郎 立田眞一 後藤康徳 | 後藤康徳       | 五藤有樹 木下由美子 清水博幸 桜井木の実                                                    | 枡田邦彰 佐藤元昭 清水慶太 世良コータ 辻上彩華 木野下澄江 | 2月2日        |            |            |            |            |            |            |            |            |            |            |            |            |            |            |            |            |            |
| 第6話      | File 《百鬼》のジビア   | 兵頭一歩   | 大原実                       | ふじいたかふみ | 柳川沙樹 清水慶太 黒川あゆみ 五月女妃苗 川島尚 STUDIO MASSKET                              | 枡田邦彰 佐藤元昭 清水慶太 世良コータ 小笠原篤            | 2月9日        |            |            |            |            |            |            |            |            |            |            |            |            |            |            |            |            |            |
| 第7話      | File 《草原》のサラ     | 木村暢     | 平川哲生                     | 吉澤太智       | 舘岡千明 西山実果 水崎健太 BFS                                                             | 枡田邦彰 佐藤元昭 清水慶太 世良コータ 辻上彩華 木野下澄江 | 2月16日       |            |            |            |            |            |            |            |            |            |            |            |            |            |            |            |            |            |
| 第8話      | MISSION 《愛娘》I       | 川口敬一郎 | 川口敬一郎                   | 高田淳         | 田頭沙織 黒川あゆみ 川島尚 北村友幸 中村一朗 蓋春垚                                        | 枡田邦彰 清水慶太 佐藤元昭 木野下澄江 世良コータ          | 3月2日        |            |            |            |            |            |            |            |            |            |            |            |            |            |            |            |            |            |
| 第9話      | MISSION 《愛娘》II      | 猪爪慎一   | 大原実                       | 佐々木達也     | 丸岡功治 川島尚 黒川あゆみ 山崎正和                                                        | 枡田邦彰 清水慶太 佐藤元昭 木野下澄江 世良コータ          | 3月9日        |            |            |            |            |            |            |            |            |            |            |            |            |            |            |            |            |            |
| 第10話     | MISSION 《愛娘》III     | 猪爪慎一   | 小林智樹                     | 立田眞一       | 田頭沙織 本間理莉 柳川沙樹 清水慶太 楊烈駿 山崎正和 谷川亮介                               | 枡田邦彰 清水慶太 佐藤元昭 世良コータ                     | 3月16日       |            |            |            |            |            |            |            |            |            |            |            |            |            |            |            |            |            |
| 第11話     | MISSION 《愛娘》IV      | 兵頭一歩   | 平川哲生 川口敬一郎          | 池端隆史       | 田頭沙織 山本篤史 北村友幸 田村皐 中村一朗 楊烈駿                                          | 清水慶太 枡田邦彰 佐藤元昭 世良コータ 木野下澄江 小笠原篤 | 3月23日       |            |            |            |            |            |            |            |            |            |            |            |            |            |            |            |            |            |
| 第12話     | File 《愛娘》のグレーテ | 猪爪慎一   | 川口敬一郎 立田眞一          | 吉澤太智       | 柳川沙樹 丸岡功治 劉雲留 山崎正和 川島尚 黒川あゆみ                                        | 枡田邦彰 清水慶太 佐藤元昭 世良コータ                     | 3月30日       |            |            |            |            |            |            |            |            |            |            |            |            |            |            |            |            |            |
| 2nd season |                         |            |                              |                |                                                                                            |                                                           |               |            |            |            |            |            |            |            |            |            |            |            |            |            |            |            |            |            |
| 第13話     | MISSION 《忘我》I       | 川口敬一郎 | 今井翔太                     | 今井翔太       | 丸岡功治 川島尚 中村一朗 山崎正和                                                          | 枡田邦彰 佐藤元昭 清水慶太 世良コータ                     | 7月13日       |            |            |            |            |            |            |            |            |            |            |            |            |            |            |            |            |            |
| 第14話     | MISSION 《忘我》II      | 川口敬一郎 | 松尾衡                       | 吉澤太智       | 田頭沙織 黒川あゆみ 北村友幸 姚远 劉雲留                                                   | 枡田邦彰 佐藤元昭 世良コータ 清水慶太 穂積彩夏            | 7月20日       |            |            |            |            |            |            |            |            |            |            |            |            |            |            |            |            |            |
| 第15話     | MISSION 《忘我》III     | 兵頭一歩   | 川崎逸朗                     | 立田眞一       | 柳川沙樹 清水慶太 緒方浩美 谷川亮介 楊烈駿                                                 | 清水慶太 佐藤元昭                                         | 7月27日       |            |            |            |            |            |            |            |            |            |            |            |            |            |            |            |            |            |
| 第16話     | MISSION 《忘我》IV      | 猪爪慎一   | 山本天志                     | 嵯峨敏         | 丸岡功治 山本篤史 川島尚 黒川あゆみ 山崎正和 中村一朗                                      | 枡田邦彰 佐藤元昭 木野下澄江 世良コータ 清水慶太          | 8月3日        |            |            |            |            |            |            |            |            |            |            |            |            |            |            |            |            |            |
| 第17話     | File 《氷刃》のモニカ   | 村上桃子   | 大原実                       | 吉澤太智       | 原田峰文 上原史也                                                                          | 枡田邦彰 佐藤元昭 木野下澄江 世良コータ 辻上彩華          | 8月10日       |            |            |            |            |            |            |            |            |            |            |            |            |            |            |            |            |            |
| 第18話     | File 《夢語》のティア   | 村上桃子   | 大原実                       | ふじいたかふみ | 柳川沙樹 稲田詩織 鳥山真以 片桐七星 楊烈駿 谷川亮介 緒方浩美 黒川あゆみ                    | 清水慶太 小笠原篤                                         | 8月17日       |            |            |            |            |            |            |            |            |            |            |            |            |            |            |            |            |            |
| 第19話     | File 《忘我》のアネット | 村上桃子   | 今井翔太                     | 佐々木達也     | 田頭沙織 黒川あゆみ 山本篤史 北村友幸 楊國福 朱至峰                                        | 枡田邦彰 佐藤元昭 世良コータ                              | 8月24日       |            |            |            |            |            |            |            |            |            |            |            |            |            |            |            |            |            |
| 第20話     | MISSION 《夢語》I       | 兵頭一歩   | 島津裕行                     | 室谷靖         | 黒川あゆみ 川島尚 中村一朗 山本知広 瀬戸良兼 田村皐                                        | 枡田邦彰 佐藤元昭 清水慶太                                | 8月31日       |            |            |            |            |            |            |            |            |            |            |            |            |            |            |            |            |            |
| 第21話     | MISSION 《夢語》II      | 木村暢     | 島津裕行                     | 立田眞一       | 柳川沙樹 穂積彩夏 百代 楊烈駿 谷川亮介 黒川あゆみ                                          | 清水慶太 木野下澄江 枡田邦彰 佐藤元昭                     | 9月7日        |            |            |            |            |            |            |            |            |            |            |            |            |            |            |            |            |            |
| 第22話     | MISSION 《夢語》III     | 川口敬一郎 | 小林智樹                     | 今井翔太       | 立田眞一 田頭沙織 穂積彩夏 丸岡功治 楊烈駿 川島尚 百代 山本篤史 黒川あゆみ 山崎正和 劉雲留 | 清水慶太 木野下澄江 枡田邦彰 佐藤元昭                     | 9月14日       |            |            |            |            |            |            |            |            |            |            |            |            |            |            |            |            |            |
| 第23話     | MISSION 《夢語》IV      | 猪爪慎一   | 川崎逸朗                     | ふじいたかふみ | 立田眞一 田頭沙織 穂積彩夏 楊烈駿 山本知広 川島尚 田村皐 北村友幸 丸岡功治 山崎正和        | 枡田邦彰 木野下澄江 佐藤元昭 清水慶太 小笠原篤            | 9月21日       |            |            |            |            |            |            |            |            |            |            |            |            |            |            |            |            |            |
| 第24話     | File 《花園》のリリィ   | 猪爪慎一   | 川口敬一郎                   | 嵯峨敏         | 柳川沙樹 山本知広 谷川亮介 黒川あゆみ 山本篤史 緒方浩美                                    | 木野下澄江 佐藤元昭 枡田邦彰 清水慶太                     | 9月28日       |            |            |            |            |            |            |            |            |            |            |            |            |            |            |            |            |            |

### 放送局
| 放送期間               | 放送時間                     | 放送局     | 対象地域 | 備考                                            |
| ---------------------- | ---------------------------- | ---------- | -------- | ----------------------------------------------- |
| 2023年1月5日 - 3月30日 | 木曜 22:30 - 23:00           | AT-X       | 日本全域 | 製作参加 / CS放送 / 字幕放送 / リピート放送あり |
|                        | 木曜 23:30 - 金曜 0:00       | TOKYO MX   | 東京都   |                                                 |
|                        |                              | BS日テレ   | 日本全域 | 製作参加 / BS/BS4K放送 / 『アニメにむちゅ〜』枠 |
| 2023年1月6日 - 3月31日 | 金曜 0:00 - 0:30（木曜深夜） | KBS京都    | 京都府   |                                                 |
|                        |                              | サンテレビ | 兵庫県   |                                                 |
| 2023年1月10日 - 4月6日 | 火曜 2:35 - 3:05（月曜深夜） | テレビ愛知 | 愛知県   | 最終話は放送日時変更                            |

| 配信開始日    | 配信時間            | 配信サイト |
| ------------- | ------------------- | --- |
| 2023年1月5日  | 木曜 23:00          | ABEMA dアニメストア |
| 2023年1月12日 | 木曜 23:00 以降順次 | ニコニコ生放送 ニコニコチャンネル ひかりTV GYAO! FOD バンダイチャンネル Hulu TELASA J:COMオンデマンド milplus U-NEXT アニメ放題 Amazon Prime Video DMM TV Disney+ WOWOWオンデマンド Netflix Rakuten TV music.jp ビデオマーケット HAPPY!動画 クランクイン!ビデオ |

| 放送期間                | 放送時間                     | 放送局     | 対象地域 | 備考                                 |
| ----------------------- | ---------------------------- | ---------- | -------- | ------------------------------------ |
| 2023年7月13日 - 9月28日 | 木曜 22:30 - 23:00           | AT-X       | 日本全域 | CS放送 / 字幕放送 / リピート放送あり |
| 2023年7月14日 - 9月29日 | 金曜 0:30 - 1:00（木曜深夜） | TOKYO MX   | 東京都   |                                      |
|                         |                              | BS日テレ   | 日本全域 | BS放送 / 『アニメにむちゅ〜』枠      |
|                         | 金曜 1:00 - 1:30（木曜深夜） | KBS京都    | 京都府   |                                      |
|                         |                              | サンテレビ | 兵庫県   |                                      |
| 2023年7月16日 - 10月1日 | 日曜 1:55 - 2:25（土曜深夜） | テレビ愛知 | 愛知県   |                                      |

| 配信開始日    | 配信時間            | 配信サイト |
| ------------- | ------------------- | --- |
| 2023年7月13日 | 木曜 23:30          | ABEMA dアニメストア |
| 2023年7月20日 | 木曜 23:30 以降順次 | ニコニコ生放送 ニコニコチャンネル Lemino FOD バンダイチャンネル Hulu TELASA J:COMオンデマンド メガパック milplus U-NEXT アニメ放題 Amazon Prime Video DMM TV Disney+ WOWOWオンデマンド Netflix Rakuten TV music.jp ビデオマーケット HAPPY!動画 クランクイン!ビデオ |

### BD / DVD
| 巻 | 発売日        | 収録話         | 規格品番   | 規格品番   |
| 巻 | 発売日        | 収録話         | BD         | DVD        |
| -- | ------------- | -------------- | ---------- | ---------- |
| 1  | 2023年3月24日 | 第1話 - 第6話  | ZMAZ-16481 | ZMSZ-16491 |
| 2  | 2023年5月24日 | 第7話 - 第12話 | ZMAZ-16482 | ZMSZ-16492 |

| 巻 | 発売日         | 収録話          | 規格品番   | 規格品番   |
| 巻 | 発売日         | 収録話          | BD         | DVD        |
| -- | -------------- | --------------- | ---------- | ---------- |
| 3  | 2023年10月25日 | 第13話 - 第18話 | ZMAZ-16483 | ZMSZ-16493 |
| 4  | 2023年12月22日 | 第19話 - 第24話 | ZMAZ-16484 | ZMSZ-16494 |

### CD
| 発売日         | タイトル                                                     | 規格品番   |
| -------------- | ------------------------------------------------------------ | ---------- |
| 2023年3月29日  | TVアニメ「スパイ教室」スペシャルエンディングテーマCD File.01 | ZMCZ-16531 |
| 2023年4月26日  | TVアニメ「スパイ教室」スペシャルエンディングテーマCD File.02 | ZMCZ-16532 |
| 2023年9月27日  | TVアニメ「スパイ教室」スペシャルエンディングテーマCD File.03 | ZMCZ-16533 |
| 2023年10月25日 | TVアニメ「スパイ教室」スペシャルエンディングテーマCD File.04 | ZMCZ-16534 |

### 謎解きイベント
2023年7月11日から8月31日にかけて『『スパイ教室』×ところざわサクラタウン リアル謎解きイベント 「灯」探偵団と不可能な依頼』が、ところざわサクラタウン全体を開催地として、ダ・ヴィンチストアにて謎解きキットが販売された。プレイにはLINEアプリが必要となる。

### アナログゲーム
2023年8月31日に『スパイ教室 ボードゲーム《ダークリープ》』が、KADOKAWAによる企画、明地宙のゲームデザインによって発売された。ジャンルは「協力型“スパイ・ストラテジー”」となっている。

### コラボレーション
秋葉原観光マップ『アド街っぷ』
2023年1月10日から2月9日まで、対象10店舗で税込1,100円以上利用した客に限定ポストカードがプレゼントされた。
神奈川県赤十字血液センター
2023年2月1日からと7月1日からの二度のコラボが行われ、献血に協力することでクリアファイルが配布された。
カラオケの鉄人
2023年2月22日から、コラボドリンクや缶バッジなどのグッズが発売された。また、課題曲がだされ、条件を満たすとグッズが入手できた。
キュアメイドカフェ
2023年3月3日から19日まで、『「スパイ教室」カフェ』と題し東京・秋葉原のオノデン本店でコラボカフェが実施され、限定グッズ及びメニューが提供された。
ドン・キホーテ
2023年4月15日より対象店舗にてオリジナルくじが発売された。また、2023年7月29日より、第二弾が開催され、関連商品2000円買うごとに限定カードが配布された。
D4DJ Groovy Mix
2023年7月3日から7月9日にかけて、コラボイベントが実装された。コラボ楽曲として、オープニングテーマの「灯火」と「楽園」が追加されている。
エレメンタルストーリー
2023年8月10日から8月24日にかけて、コラボイベントが実装された。また、同年8月12日のコミックマーケットにも出展し、会場限定特典が配布された。
サンリオキャラクターズ
サンリオのキャラクターとのコラボイラストが制作され、2023年11月11日よりコラボグッズが販売された。

## 舞台
舞台「スパイ教室」として2024年1月20日から28日にかけて博品館劇場にて上演された。原作第1巻を舞台化している。

### スタッフ（舞台）
- 原作 - 竹町[10]
- 脚本 - 私オム[10]
- 演出 - 扇田賢[10]